# 興泰 (繙譯進士)
興泰（1789年—？），字階平，号蔚堂，那拉氏，内务府满洲镶黄旗人，嘉庆癸酉科翻译举人，己卯科翻译进士。充会典纂修官，历任江西乐安县、奉天广寧县、铁岭县、寧海縣知县，署理昌圖廳、岫巖廳、摄義州知州，陞任奉天承德县（為京縣）知县，金州廳海防同知等职。

## 家庭
- 始祖既吉，从龙入关。妻王氏，何氏。
- 太高祖黑塞。妻張氏。
- 高祖堆齊。妻朱氏。
- 曾祖常英，掌仪司筆帖式。妻李氏。
- 祖父德敏，内管领。妻梅氏。
- 父彭年，内务府造办处员外郎；妻瓜爾佳氏、李氏。胞兄柏年。
- 胞兄興誠，内务府六品库掌。妻李氏（父内务府正白旗汉军、内务府员外郎吉星；太高祖李魁明；族亲后代光緒三年（1877年）丁丑科进士繼昌）。子一咸豐乙卯科舉人定安。子二内务府郎中、江南織造斌安；孙光绪丁丑进士那謙，光绪丙子进士那桂。
- 原配妻杨氏，其父內務府正黃旗漢軍、盛京佐領楊恆森（字幹庭），祖父乾隆己卯科舉人、兵部右侍郎虔禮寶（即光绪十五年己丑（1889）進士楊鍾羲之高祖）；姑母楊氏嫁内务府正白旗汉军王鶴齡，其孙末任驻藏大臣联豫。继妻王氏，其父內務府正黃旗漢軍、乾隆乙卯科舉人扎拉芬。
- 子咸豐三年（1853年）癸丑科進士浦安；咸豐六年（1856年）丙辰科进士銘安。
- 孙那桐，清末体仁阁、东阁大学士、军机大臣。
- 孙女嫁笔帖式宗室福镗[2]。